# موسيقى مغربية

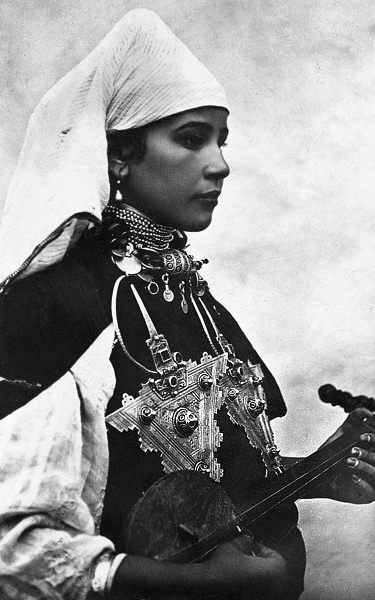
مغربية من بدايات القرن العشرين تعزف الموسيقى على الكمبري.

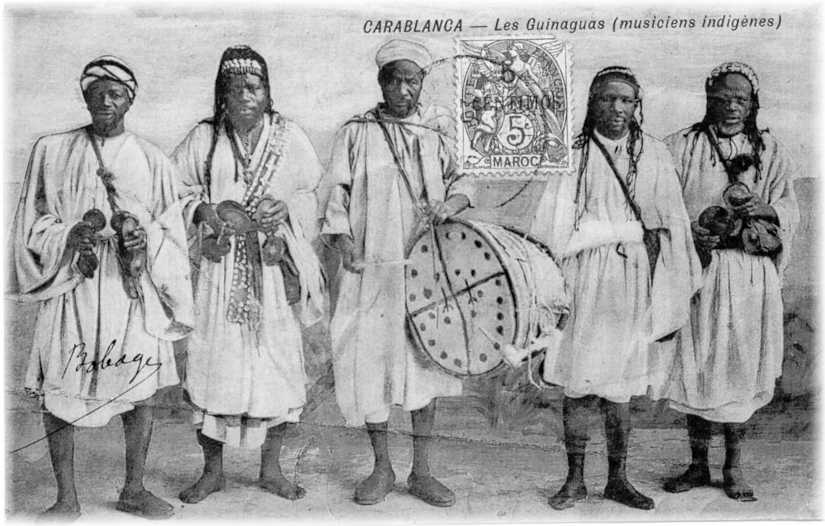
جوق غناوي قديم

الموسيقى المغربية تتميّز بالتنّوع الكبير، فبالإضافة للموسيقى الكلاسكية والتي هي امتداد للموسيقى الشرقية مع إضافات مغربية إليها كالبندير والوترة. فكل منطقة في المغرب تتميز بطابعها الموسيقي المتميز.
ظاهرة المجموعات الغنائية والتي أيضا انفرد بها المغرب من دون الوطن العربي والتي تعبر عن نكران الذات ضمن مجموعة على حساب الشهرة الفردية ومن أهم رواد هذه المجموعات والتي ظهرت في بداية السبعينات وللظرفية دلالاتها نجد: مجموعة ناس الغيوان، جيل جيلالة، لمشاهب، تغادة، إزنزارن وفي فترة متأخرة بداية الثمانينات هناك مجموعة لرصاد، السهام، مسناوة وأخيرا بمجموعات وتجارب فردية في بداية الالفية الثالثة كطارق باطمة ومجموعة منار.
عرفت الأغنية المغربية، ابتداء من سنة 1952 نهضة كبيرة على يد رواد الموسيقى المغربية الشيء الذي يؤكده الأستاذ الباحث عزوز الحوري بحيث أخذ جيل الرواد على أنفسهم المساهمة في إعطاء للموسيقى المغربية مدرستها في اللحن مستعينين في ذلك بفن الملحون وطرب الآلة الأندلسية. وقد قدمت مجموعة من الفنانين المرموقين الأغنية المغربية في الشرق العربي كالموسيقار عبد الوهاب الدكالي وعبد السلام عامر عبد النبي الجيراري وأحمد الغرباوي.

## أنواع الموسيقى في المغرب
الموسيقى المغربية جد متنوعة فهناك :
- الموسيقى الأمازيغية والتي تختلف باختلاف المناطق :
  - الريف (الشمال)
  - الأطلس (الوسط)
  - سوس في (الجنوب).
- شرقا نجد :
  - موسيقى الراي
  - الركادة
  - العرفة
  - الطرب الغرناطي والطرب الأندلسي والذي يرتبط بأهل الأندلس الذين استقروا بالمغرب بعد سقوط غرناطة في كل من فاس، تطوان، الرباط، سلا، وجدة ومناطق أخرى من رواده أحمد بيرو، الحسين التولالي.
- العيطة :
  - العيطة الحصباوية في منطقة دكالة عبدة والشاوية
  - العيطة المرساوية والعيطة الحوزية التي ارتبطت برحلة قبائل بنو سليم و بنو هلال من المشرق إلى المغرب وهي تتميز بايقاعاتها الرائعة والصعبة في نفس الآن. تقوم على المدح والغزل والحماسة.
- جنوبا نجد : بالإضافة إلى الموسيقى السوسية و هناك الموسيقى المراكشية والمتميزة بما يسمى الدقة المراكشية والتي أصبحت ذات شهرة كبيرة خارج حدود مراكش نظرا للشعبية التي تتميز بها وخاصة في الافراح والاعراس، إذ لا يخلو عرس مغربي من استعمال الدقة المراكشية في البداية.
- منطقة الشمال : تتميز ب
  - الطقطوقة الجبلية في الشمال الغربي.
  - موسيقى الريف في وسط الشمال والشرق.
    - موسيقى الجهجوكة : يطلق اسم جهجوكة على نوع فني يجمع بين الموسيقى والرقص؛ وهو فن ينتمي لقرية جهجوكة الواقعة عند سفوح جبال الريف، بقبائل أهل سريف بالمغرب، وترتبط في نشأتها بأحد أشهر المتصوفة بالمنطقة. ويمارس الموسيقيون المحترفون هذا النشاط الفني باستعمال آلات الطبل و المزمار الغيطة، وتتكون الفرقة من القائد والمْعلم وعازفي الطبل والغيطة. ويتداول ممارسو هذا الفن مجموعة من الايقاعات والألحان المتعددة، والتي ترتبط بمناسبات اجتماعية مختلفة؛ ففي حفل الزفاف مثلا، يؤدي العازفون ألحانا مناسبة لترافق الطقوس المواكبة لهذا الاحتفال؛ كما يحتل هذا الأداء الموسيقي بالمغرب مكانة هامة في موروث جهجوكة؛ غير أن الفنانين، يبدعون أيضا أغاني تلامس العديد من الموضوعات الاجتماعية، وتعبر عن انشغالات السكان في هذا المجال الجغرافي بشمال المغرب.[1]

- عبيدات الرما في منطقة بني حسن الشراردة - القنيطرة
- ثم الفن الشعبي والذي اكتسى شهرة كبيرة في السنوات الأخيرة وهو مزيج بين العيطة ونغمات أمازيغية مع بعض التطوير حسب كل مغني للطرب الشعبي بإضافة لمساته الخاصة. يعد محمد رويشة من أشهر فنانين الموسيقى الشعبية الأمازيغية.
- الموسيقى الكلاسكية أو العصرية ومن أهم روادها :

| - - نعيمة سميح - إبراهيم العلمي - بهيجة إدريس - أحمد الغرباوي - أمينة إدريس - عبد الهادي بلخياط - لطيفة الجوهري | - - عبدالوهاب أكومي - عزيزة جلال - عبد الوهاب الدكالي - محمد فويتح - لطيفة رأفت - محمد الحياني - محمد المزكلدي | - - محمد العسري - محمد علي - عبد الواحد التطواني - شمس الضحى - غيثة بن عبد السلام - سميرة سعيد - نعمى السحنوني. |

”… قد تكون طرق التجارة امتدت إلى أجزاء من أوروبا الجنوبية ووصائدها
المورية. المبادلات شملت دوماً الموسيقى.
 لقرون، كان المغرب تربة خضبة لشتى الثقافات المختلفة ومن بينها البربر، العرب، والأموار.
 كما أن اليهود شكـّلوا  %20 من تعداد السكان عام   1940.… “ 
هكذا حكى ريشارد ن. عن تنوع الموسيقى في المغرب. فمن المعروف عن هذا البلد اشتهاره بصيتات وطقوس موسيقية مصنّفة حسب المناطق والجيلان وعراقة الأعراق، لكن ذلك لم يمنع من بروز أنواع مشتركة جديدة.
و من أشهر موسيقى المغرب:
- موسيقى الملحون.
- موسيقى الراي، من الموسيقى فلكلور الواسعة الانتشار شرق المغرب.
- موسيقى العيطة
- موسيقى غناوة أو موسيقى الغينيين، ذات أصل إفريقي.
- الموسيقى عرب الأندلس
- موسيقى عيساوة، المتأصلة من الموسيقى الصوفية.
- فن المطروز، موسيقى اليهود المغاربة.

## الأغنية المغربية العصرية أو الموجة المغربية
مصطلح الأغنية العصرية يطلق على مجموعة من الأغاني منذ خمسينات القرن العشرين، ويؤكد الباحث المغربي الملحن ألأستاذ عزوز الحوري أن الظهور الحقيقي لهذه الّأغنية وانتشارها عربيا وإقليميا انطلق سنة 1960 مع ظهور جيل الرواد كعبد السلام عامر وأحمد البيضاوي عبد الوهاب الدكالي وعبد الرحيم السقاط ومن المطربات سميرة سعيد وعزيزة جلال وأسماء لمنور وغيرهن .
تقبل العالم العربي ولاسيما دول الخليج للأغنية المغربية دفع بالنجوم المغاربة لإطلاق أغاني بلهجتهم الأم بعد أن كانوا يغنون بالمصري أو اللبناني أو الخليجي بحثا عن الانتشار، كما الحال بالنسبة لمغنيات كـ سميرة سعيد وجنات.
في ظرف سنوات قليلة بدأت تتحول الموسيقى إلى صناعة حقيقية بفضل فنانين كـ سعد لمجرد، أحمد سلطان، عبد الحفيظ الدوزي، حاتم عمور، هدى سعد، أسماء لمنور، أحمد شوقي، محمد رضا ، أم الغيث بنت الصحراوي زهير بهاوي ، نعمان بلعياشي ، أيمن سرحاني ، شاب يونس، أمينوكس.